# Han Mingdi
Han Mingdi (chinois simplifié : 汉明帝 ; chinois traditionnel : 漢明帝, né en 28 et mort en 75 à Luoyang, nom personnel Liu Yang (劉陽) puis Liu Zhuang (劉莊) à partir de 43, est le troisième empereur des Han orientaux. Son règne (58-75) est couvert par l’ère Yongping (永平, yŏng píng).
Les règnes de Mingdi et de son fils Zhangdi sont considérés comme un « âge d’or » des Han orientaux. Des efforts sont faits pour lutter contre la corruption et les sages sont mis à l’honneur. L’influence chinoise s’étend dans le bassin du Tarim. La première institution bouddhiste officielle, le Temple du cheval blanc, est fondée sous son règne.

## Avant 58
Premier fils de dame Yin, l’une des épouses de Han Guang Wudi (ou Guangwu), il est prénommé Yang (陽). Le prince héritier est alors son aîné Liu Jiang (劉疆), fils de l’impératrice Guo. En 39, Liu Yang est fait duc de Donghai. En 41, l’impératrice Guo est déposée au profit de dame Yin, Liu Yang est alors promu prince. En 43, Liu Jiang et lui permutent de position et il devient prince héritier. Son prénom est changé en Zhuang. En effet, la coutume veut que personne n’ait dans son nom un caractère du prénom impérial. Yang est considéré comme trop fréquent et de nombreuses personnes seraient obligées de changer de nom lorsqu’il accédera au trône.
En 51 il épouse la fille du général Ma Yuan (馬援). N’ayant pas de fils, elle adoptera le premier héritier, Liu Da (劉炟), fils de sa nièce dame Jia.
En 51, son père lui confie la responsabilité de la politique diplomatique vis-à-vis des Xiongnu qui connaissent alors une division entre Xiongnu du Nord menés par le Chanyu Punu (蒲奴) Xiongnu du Sud dirigés par le chanyu Bi (比). Il maintient l’alliance existante des Han avec les Xiongnu du Sud et refuse la demande d’alliance matrimoniale émise par ceux du nord.
En 57, l’empereur Guangwu décède.

## Début de règne
Mingdi s’acquiert la réputation de lutter contre la corruption et de faire preuve d’équité envers les fils de dame Guo, qui sont ses demi-frères. En 59, sur la suggestion de son frère Liu Cang (劉蒼) prince de Dongping, il instaure un rituel confucéen par lequel il manifeste son respect envers les hauts fonctionnaires l’ayant assisté efficacement.
En 60, dame Ma devient impératrice et son neveu et fils adoptif Liu Da devient prince héritier. Cette même année, Mingdi met à l’honneur 28 généraux ayant assisté son père dans le rétablissement de l’empire Han en plaçant leurs portraits dans une tour du palais (les 28 généraux de Yuntai). Le général Ma n’est pas du nombre car on estime que l’honneur d’être beau-père de l’empereur est une reconnaissance suffisante, Quatre autres généraux rejoindront l’ensemble.
En 66, il fonde une école confucéenne à Luoyang, destinée aux fils des hauts fonctionnaires, des marquis et des nobles Xiongnu du Sud.
L’empereur tient les Xiongnu du Nord en respect par des actions militaires et des mesures économiques. En 65, il établit la garnison de Duliao (度遼營) qui garde la frontière entre les Xiongnu du Nord et du Sud.

## Fin de règne
En 66 son frère Liu Jing (劉荊), prince de Guangling, fomente un coup pour usurper le pouvoir. L’empereur lui pardonne tout d’abord, mais lorsqu’il apprend qu’il a essayé de lui jeter un sort, il le contraint au suicide en 67.
En 67, une délégation de 18 personnes envoyée par Mingdi à la suite d’un rêve ramène d’Afghanistan deux moines, des effigies du Bouddha et le Sūtra en quarante-deux sections. En 68, l’empereur patronne la fondation du Temple du Cheval blanc de Luoyang, premier temple bouddhiste en Chine. L'arrivée de Juifs en Chine remonte probablement à cette époque.
En 70 et en 73 respectivement, deux autres frères, Liu Ying prince de Chu et Liu Yan prince de Huaiyang complotent contre lui. Ils sont dépossédés de leur titre. Liu Ying se suicide en 71. Une campagne d’arrestation et de dénonciations forcées qui épargne les familles princières mais poursuit sévèrement leurs complices fait de nombreuses victimes, peut-être jusque 10 000 pour la première.
En 73, l’empereur envoie les généraux Geng Bing (耿秉) et Dou Gu (竇固) à la tête d’une expédition contre les Xiongnu du nord. Ban Chao, subordonné de Dou Gu se rend alors dans l'Ouest (actuel Xinjiang et une partie de l’Asie centrale) dans le royaume de Loulan (à l’est du Taklamakan), dont le roi balançait entre une alliance avec les Han ou avec les Xiongnu du Nord. Lors de sa visite, Ban Chao apprend que les ambassadeurs Xiongnu sont arrivés à Shanshan et les tue. Le roi de Shanshan se reconnait vassal des Han.
Mingdi promeut alors Ban Chao chef d’expédition pour reconquérir les autres royaumes occidentaux. A Yutian (Khotan), le plus fort d’entre eux, Ban Chao utilise de nouveau une méthode de choc. Alors que le roi (廣德) de Yutian a envoyé un conseiller réquisitionner le cheval de Ban Chao, ce dernier prétend accepter de le donner mais fait exécuter le conseiller à son arrivée. Guangde accepte alors la suzeraineté des Han.
En 74, Dou Gu et Geng Bing soumettent Cheshi (車師), actuelle préfecture de Changji.
Mingdi meurt en 75 et le prince Liu Da prend la succession, devenant l’empereur Zhangdi. Mingdi avait demandé qu’il ne lui soit pas élevé de temple individuel, mais que son culte soit rendu avec celui de sa mère dans le temple de l’empereur Guangwu. À sa suite, la majorité des empereurs des Han postérieurs feront placer leur tablette ancestrale dans le temple de Guangwu.

## Famille
- Parents:
  - Liu Xiu (光武皇帝 劉秀; 5 av.J.C. – 64 ap.J.C)
  - Dame Yin Lihua (光烈皇后 陰麗華; 5 – 64)
- Impératrice:

1. Dame Ma (明德皇后 馬氏; 39 – 79)

- Consorts et leurs enfants:

1. Dame Jia (貴人 賈氏)
  1. Liu Da (孝章皇帝 劉炟; 57 – 88)
  2. Dame Liu Nu (平陽公主 劉奴)
2. Dame Yin (貴人 陰氏)
  1. Liu Chang (梁節王 劉暢; vers 64 – 98)
3. mére inconnue
  1. Liu Jian (千乘哀王 劉建; vers 52 – 61)
  2. Liu Xian (陳敬王 劉羨; vers 52 – 97)
  3. Liu Gong (彭城靖王 劉恭; vers 58 – 117)
  4. Liu Dang (樂成靖王 劉黨; 58 – 96)
  5. Liu Yan (下邳惠王 劉衍; 64 – 126)
  6. Liu Bing (淮陽頃王 劉昞; vers 64 – 87)
  7. Liu Chang (濟陰悼王 劉長; vers 64 – 84)
  8. Dame Liu Ji (獲嘉公主 劉姬)
  9. Dame Liu Ying (隆慮公主 劉迎)
  10. Dame Liu Ci (平氏公主 劉次)
  11. Dame Liu Zhi (沁水公主 劉致)
  12. Dame Liu Xiaoji (平皋公主 劉小姬)
  13. Dame Liu Zhong (浚儀公主 劉仲)
  14. Dame Liu Hui (武安公主 劉惠)
  15. Dame Liu Chen (魯陽公主 劉臣)
  16. Dame Liu Xiaoying (樂平公主 劉小迎)
  17. Dame Liu Xiaomin (成安公主 劉小民)